# Vietnascincus rugosus
Vietnascincus rugosus là một loài thằn lằn trong họ Scincidae. Loài này được Darevsky & Orlov miêu tả khoa học đầu tiên năm 1994. Được tìm thấy ở Việt Nam.